# Volta a Espanha de 2017
A Volta a Espanha de 2017 foi uma das três principais corridas por etapas, sendo uma das Grandes Voltas do ciclismo. Foi programada para ocorrer na Espanha entre 19 de agosto e 10 de setembro de 2017. Foi a última das Grandes Voltas na temporada 2017 do ciclismo.
A corrida incluiu 21 etapas, começando com um contrarrelógio por equipes que teve início em Nîmes, na França. A corrida terminou em Madrid.
O campeão de 2017 foi Chris Froome, da equipe Sky.

## Equipes participantes
| Equipes WorldTeam (18)- AG2R La Mondiale - Astana - Bahrain-Merida - BMC Racing Team - Bora-Hansgrohe - Cannondale-Drapac - Dimension Data - FDJ - Katusha-Alpecin - Lotto NL-Jumbo - Lotto-Soudal - Movistar Team - Orica-Scott - Quick-Step Floors - Sky - Team Sunweb - Trek-Segafredo - UAE Team Emirates Equipes profissionais Continentais (4)- Aqua Blue Sport - Caja Rural-Seguros RGA - Cofidis, Solutions Crédits - Manzana Postobón |
| |

## Etapas
| Etapa | Data    | Percurso                                       | type                       | Distância (km) | Vencedor           | Líder geral   |
| ----- | ------- | ---------------------------------------------- | -------------------------- | -------------- | ------------------ | ------------- |
| 1     | 19 ago. | Nîmes – Nîmes                                  | contrarrelógio por equipes | 13,7           | BMC Racing Team    | Rohan Dennis  |
| 2     | 20 ago. | Nîmes – Gruissan                               | etapa plana                | 203,4          | Yves Lampaert      | Yves Lampaert |
| 3     | 21 ago. | Prades – Andorra-a-Velha                       | alta montanha              | 158,5          | Vincenzo Nibali    | Chris Froome  |
| 4     | 22 ago. | Escaldes-Engordany – Tarragona                 | etapa plana                | 198,2          | Matteo Trentin     | Chris Froome  |
| 5     | 23 ago. | Benicasim – Alcossebre                         | média montanha             | 175,7          | Alexey Lutsenko    | Chris Froome  |
| 6     | 24 ago. | Vila-real – Sagunto                            | etapa escarpada            | 204,4          | Tomasz Marczyński  | Chris Froome  |
| 7     | 25 ago. | Llíria – Cuenca                                | etapa escarpada            | 207            | Matej Mohorič      | Chris Froome  |
| 8     | 26 ago. | Hellín – Xorret del Catí                       | média montanha             | 199,5          | Julian Alaphilippe | Chris Froome  |
| 9     | 27 ago. | Orihuela – Benitachell                         | média montanha             | 174            | Chris Froome       | Chris Froome  |
| 10    | 29 ago. | Caravaca de la Cruz – El Pozo                  | etapa escarpada            | 164,8          | Matteo Trentin     | Chris Froome  |
| 11    | 30 ago. | Lorca – Observatório de Calar Alto             | alta montanha              | 187,5          | Miguel Ángel López | Chris Froome  |
| 12    | 31 ago. | Motril – Antequera                             | etapa escarpada            | 160,1          | Tomasz Marczyński  | Chris Froome  |
| 13    | 1 set.  | Coín – Tomares                                 | etapa plana                | 198,4          | Matteo Trentin     | Chris Froome  |
| 14    | 2 set.  | Écija – Sierra de la Pandera                   | alta montanha              | 175            | Rafał Majka        | Chris Froome  |
| 15    | 3 set.  | Alcalá la Real – Sierra Nevada                 | alta montanha              | 129,4          | Miguel Ángel López | Chris Froome  |
| 16    | 5 set.  | Circuito de Navarra – Logroño                  | contrarrelógio individual  | 40,2           | Chris Froome       | Chris Froome  |
| 17    | 6 set.  | Villadiego – Arredondo                         | alta montanha              | 180,5          | Stefan Denifl      | Chris Froome  |
| 18    | 7 set.  | Suances – Mosteiro de Santo Toribio de Liébana | etapa escarpada            | 169            | Sander Armée       | Chris Froome  |
| 19    | 8 set.  | Casu – Gijón                                   | etapa escarpada            | 149,7          | Thomas De Gendt    | Chris Froome  |
| 20    | 9 set.  | Corvera de Asturias – Alto de El Angliru       | alta montanha              | 117,5          | Alberto Contador   | Chris Froome  |
| 21    | 10 set. | Arroyomolinos – Madri                          | etapa plana                | 117,6          | Matteo Trentin     | Chris Froome  |

## Classificações finais

### Classificação geral
| \| Classificação geral \| Classificação geral \| Classificação geral \| Classificação geral \| Classificação geral \| \| Ciclista \| Ciclista \| Equipe \| Tempo \| \| \| ------------------- \| ------------------- \| ---------------------- \| ------------------- \| ------------------- \| \| 1. \| Chris Froome \| Team Sky \| 82h30m02s \| \| \| 2. \| Vincenzo Nibali \| Bahrain-Merida \| + 2m15s \| \| \| 3. \| Ilnur Zakarin \| Katusha-Alpecin \| + 2m51s \| \| \| 4. \| Wilco Kelderman \| Team Sunweb \| + 3m15s \| \| \| 5. \| Alberto Contador \| Trek-Segafredo \| + 3m18s \| \| \| 6. \| Wout Poels \| Team Sky \| + 6m59s \| \| \| 7. \| Michael Woods \| Cannondale-Drapac \| + 8m27s \| \| \| 8. \| Miguel Ángel López \| Astana \| + 9m13s \| \| \| 9. \| Steven Kruijswijk \| LottoNL-Jumbo \| + 11m18s \| \| \| 10. \| Tejay van Garderen \| BMC Racing Team \| + 15m50s \| \| \| 11. \| Esteban Chaves \| Orica-Scott \| + 16m46s \| \| \| 12. \| Louis Meintjes \| UAE Team Emirates \| + 17m41s \| \| \| 13. \| Fabio Aru \| Astana \| + 21m41s \| \| \| 14. \| Nicolas Roche \| BMC Racing Team \| + 22m00s \| \| \| 15. \| Sergio Pardilla \| Caja Rural-Seguros RGA \| + 22m59s \| \| \| 16. \| Mikel Nieve \| Team Sky \| + 28m00s \| \| \| 17. \| Romain Bardet \| AG2R La Mondiale \| + 31m21s \| \| \| 18. \| Daniel Moreno \| Movistar Team \| + 42m16s \| \| \| 19. \| Sander Armée \| Lotto-Soudal \| + 59m01s \| \| \| 20. \| Darwin Atapuma \| UAE Team Emirates \| + 1h02m58s \| \| |                    |                        |            |
| |                    |                        |            |
| Fonte: ProCyclingStats |                    |                        |            |
| Classificação geral |                    |                        |            |
| Ciclista | Ciclista           | Equipe                 | Tempo      |
| 1. | Chris Froome       | Team Sky               | 82h30m02s  |
| 2. | Vincenzo Nibali    | Bahrain-Merida         | + 2m15s    |
| 3. | Ilnur Zakarin      | Katusha-Alpecin        | + 2m51s    |
| 4. | Wilco Kelderman    | Team Sunweb            | + 3m15s    |
| 5. | Alberto Contador   | Trek-Segafredo         | + 3m18s    |
| 6. | Wout Poels         | Team Sky               | + 6m59s    |
| 7. | Michael Woods      | Cannondale-Drapac      | + 8m27s    |
| 8. | Miguel Ángel López | Astana                 | + 9m13s    |
| 9. | Steven Kruijswijk  | LottoNL-Jumbo          | + 11m18s   |
| 10. | Tejay van Garderen | BMC Racing Team        | + 15m50s   |
| 11. | Esteban Chaves     | Orica-Scott            | + 16m46s   |
| 12. | Louis Meintjes     | UAE Team Emirates      | + 17m41s   |
| 13. | Fabio Aru          | Astana                 | + 21m41s   |
| 14. | Nicolas Roche      | BMC Racing Team        | + 22m00s   |
| 15. | Sergio Pardilla    | Caja Rural-Seguros RGA | + 22m59s   |
| 16. | Mikel Nieve        | Team Sky               | + 28m00s   |
| 17. | Romain Bardet      | AG2R La Mondiale       | + 31m21s   |
| 18. | Daniel Moreno      | Movistar Team          | + 42m16s   |
| 19. | Sander Armée       | Lotto-Soudal           | + 59m01s   |
| 20. | Darwin Atapuma     | UAE Team Emirates      | + 1h02m58s |

### Classificação por pontos
| Classificação por pontos | Classificação por pontos | Classificação por pontos | Classificação por pontos | Classificação por pontos |
| Ciclista                 | Ciclista                 | Equipe                   | Pontos                   |                          |
| ------------------------ | ------------------------ | ------------------------ | ------------------------ | ------------------------ |
| 1.                       | Chris Froome             | Team Sky                 | 158 pts                  |                          |
| 2.                       | Matteo Trentin           | Quick-Step Floors        | 156 pts                  |                          |
| 3.                       | Vincenzo Nibali          | Bahrain-Merida           | 128 pts                  |                          |
| 4.                       | Alberto Contador         | Trek-Segafredo           | 105 pts                  |                          |
| 5.                       | Wilco Kelderman          | Team Sunweb              | 97 pts                   |                          |
| 6.                       | Ilnur Zakarin            | Katusha-Alpecin          | 93 pts                   |                          |
| 7.                       | Miguel Ángel López       | Astana                   | 90 pts                   |                          |
| 8.                       | José Joaquín Rojas       | Movistar Team            | 70 pts                   |                          |
| 9.                       | Michael Woods            | Cannondale-Drapac        | 61 pts                   |                          |
| 10.                      | Esteban Chaves           | Orica-Scott              | 61 pts                   |                          |

### Classificação da montanha
| Classificação da montanha | Classificação da montanha | Classificação da montanha | Classificação da montanha | Classificação da montanha |
| Ciclista                  | Ciclista                  | Equipe                    | Pontos                    |                           |
| ------------------------- | ------------------------- | ------------------------- | ------------------------- | ------------------------- |
| 1.                        | Davide Villella           | Cannondale-Drapac         | 67 pts                    |                           |
| 2.                        | Miguel Ángel López        | Astana                    | 47 pts                    |                           |
| 3.                        | Chris Froome              | Team Sky                  | 35 pts                    |                           |
| 4.                        | José Joaquín Rojas        | Movistar Team             | 33 pts                    |                           |
| 5.                        | Thomas De Gendt           | Lotto-Soudal              | 30 pts                    |                           |
| 6.                        | Tomasz Marczyński         | Lotto-Soudal              | 28 pts                    |                           |
| 7.                        | Rafał Majka               | Bora-Hansgrohe            | 28 pts                    |                           |
| 8.                        | Stefan Denifl             | Aqua Blue Sport           | DQ                        |                           |
| 9.                        | Alberto Contador          | Trek-Segafredo            | 27 pts                    |                           |
| 10.                       | Romain Bardet             | AG2R La Mondiale          | 25 pts                    |                           |

### Classificação de combinados
| Classificação de combinados | Classificação de combinados | Classificação de combinados | Classificação de combinados | Classificação de combinados |
| Ciclista                    | Ciclista                    | Equipe                      | Pontos                      |                             |
| --------------------------- | --------------------------- | --------------------------- | --------------------------- | --------------------------- |
| 1.                          | Chris Froome                | Team Sky                    | 5 pts                       |                             |
| 2.                          | Miguel Ángel López          | Astana                      | 17 pts                      |                             |
| 3.                          | Alberto Contador            | Trek-Segafredo              | 18 pts                      |                             |
| 4.                          | Ilnur Zakarin               | Katusha-Alpecin             | 20 pts                      |                             |
| 5.                          | Vincenzo Nibali             | Bahrain-Merida              | 22 pts                      |                             |
| 6.                          | Wilco Kelderman             | Team Sunweb                 | 27 pts                      |                             |
| 7.                          | José Joaquín Rojas          | Movistar Team               | 34 pts                      |                             |
| 8.                          | Esteban Chaves              | Orica-Scott                 | 37 pts                      |                             |
| 9.                          | Wout Poels                  | Team Sky                    | 40 pts                      |                             |
| 10.                         | Romain Bardet               | AG2R La Mondiale            | 45 pts                      |                             |

### Classificação por equipas
| Classificação por equipes | Classificação por equipes | Classificação por equipes | Classificação por equipes |
| Equipe                    | Equipe                    | Tempo                     |                           |
| ------------------------- | ------------------------- | ------------------------- | ------------------------- |
| 1.                        | Astana                    | 247h16m21s                |                           |
| 2.                        | Movistar Team             | + 6m16s                   |                           |
| 3.                        | Sky                       | + 8m12s                   |                           |
| 4.                        | UAE Team Emirates         | + 49m02s                  |                           |
| 5.                        | Lotto NL-Jumbo            | + 1h07m28s                |                           |
| 6.                        | Orica-Scott               | + 1h35m21s                |                           |
| 7.                        | Bahrain-Merida            | + 2h02m09s                |                           |
| 8.                        | Caja Rural-Seguros RGA    | + 2h07m45s                |                           |
| 9.                        | BMC Racing Team           | + 2h10m38s                |                           |
| 10.                       | Quick-Step Floors         | + 2h28m01s                |                           |

## Evolução das classificações
| Etapa (Vencedor)                | Classificação geral | Classificação por pontos | Classificação da montanha | Classificação da combinada | Classificação por equipas | Prêmio da combatividade |
| ------------------------------- | ------------------- | ------------------------ | ------------------------- | -------------------------- | ------------------------- | ----------------------- |
| 1ª etapa (CRE) (BMC Racing)     | Rohan Dennis        | não se entregou          | Nicolas Roche             | Daniel Oss                 | BMC Racing                | não se entregou         |
| 2.ª etapa (Yves Lampaert)       | Yves Lampaert       | Yves Lampaert            | Nicolas Roche             | Daniel Oss                 | Quick-Step Floors         | Markel Irizar           |
| 3.ª etapa (Vincenzo Nibali)     | Chris Froome        | Vincenzo Nibali          | Davide Villella           | Chris Froome               | Orica-Scott               | Alexandre Geniez        |
| 4.ª etapa (Matteo Trentin)      | Chris Froome        | Matteo Trentin           | Davide Villella           | Chris Froome               | Orica-Scott               | Diego Loiro             |
| 5.ª etapa (Alexey Lutsenko)     | Chris Froome        | Matteo Trentin           | Davide Villella           | Chris Froome               | Astana                    | Alexey Lutsenko         |
| 6.ª etapa (Tomasz Marczynski)   | Chris Froome        | Matteo Trentin           | Davide Villella           | Chris Froome               | Astana                    | Enric Mas               |
| 7.ª etapa (Matej Mohorič)       | Chris Froome        | Matteo Trentin           | Davide Villella           | Chris Froome               | Movistar                  | Luis Ángel Matei        |
| 8.ª etapa (Julian Alaphilippe)  | Chris Froome        | Matteo Trentin           | Davide Villella           | Chris Froome               | Movistar                  | Przemysław Niemiec      |
| 9.ª etapa (Chris Froome)        | Chris Froome        | Matteo Trentin           | Davide Villella           | Chris Froome               | Movistar                  | Marc Costumar           |
| 10.ª etapa (Matteo Trentin)     | Chris Froome        | Matteo Trentin           | Davide Villella           | Chris Froome               | Movistar                  | Matteo Trentin          |
| 11.ª etapa (Miguel Ángel López) | Chris Froome        | Matteo Trentin           | Davide Villella           | Chris Froome               | Movistar                  | Romain Bardet           |
| 12.ª etapa (Tomasz Marczynski)  | Chris Froome        | Matteo Trentin           | Davide Villella           | Chris Froome               | Movistar                  | Omar Fraile             |
| 13.ª etapa (Matteo Trentin)     | Chris Froome        | Matteo Trentin           | Davide Villella           | Chris Froome               | Astana                    | Alessandro de Marchi    |
| 14.ª etapa (Rafał Majka)        | Chris Froome        | Matteo Trentin           | Davide Villella           | Chris Froome               | Astana                    | Luis Ángel Matei        |
| 15.ª etapa (Miguel Ángel López) | Chris Froome        | Chris Froome             | Davide Villella           | Chris Froome               | Astana                    | Sander Armée            |
| 16.ª etapa (CRI) (Chris Froome) | Chris Froome        | Chris Froome             | Davide Villella           | Chris Froome               | Astana                    | Chris Froome            |
| 17.ª etapa (Stefan Denifl)      | Chris Froome        | Chris Froome             | Davide Villella           | Chris Froome               | Astana                    | Dani Moreno             |
| 18.ª etapa (Sander Armée)       | Chris Froome        | Chris Froome             | Davide Villella           | Chris Froome               | Astana                    | José Joaquín Rojas      |
| 19.ª etapa (Thomas De Gendt)    | Chris Froome        | Chris Froome             | Davide Villella           | Chris Froome               | Astana                    | Dani Navarro            |
| 20.ª etapa (Alberto Contador)   | Chris Froome        | Chris Froome             | Davide Villella           | Chris Froome               | Astana                    | Enric Mas               |
| 21.ª etapa (Matteo Trentin)     | Chris Froome        | Chris Froome             | Davide Villella           | Chris Froome               | Astana                    | não se entregou         |
| Final                           | Chris Froome        | Chris Froome             | Davide Villella           | Chris Froome               | Astana                    | Alberto Contador        |